# WorldCat Local

Startseite von OCLC WorldCat Local

WorldCat Local war ein von 2007 bis 2019 bestehender Web Scale Discovery Service der Non-Profit-Organisation Online Computer Library Center (OCLC) und verband die drei Bereiche Content (Inhalt), Discovery (intuitive Suche) und Delivery (Dokumentenlieferung). WorldCat Local bot eine einheitliche Suchoberfläche für die lokalen und lizenzierten Bestände einer Bibliothek sowie für die in WorldCat gespeicherten Bestandsnachweise anderer Bibliotheken. Über die Suchmaschinentechnologie sollten Bibliotheksnutzer einen zentralen Zugriff auf die digitalen, lizenzierten oder physischen Bestände der jeweiligen lokalen Bibliothek sowie auf weltweite Bibliothekssammlungen erhalten.

## Geschichte
OCLC-Bibliotheken wollten über ihren hauseigenen Bibliothekskatalog hinaus einen Suchindex anbieten, der zwar vorrangig die eigenen Bestände auffindbar macht, aber gleichzeitig eine erweiterte Suche im gesamten WorldCat erlaubt. OCLC entwickelte daher für die Teilnehmerbibliotheken mit WorldCat Local eine lokale Version des weltweiten Bibliothekskatalogs WorldCat. 2007 wurde WorldCat Local erstmals an der University of Washington als Bibliothekskatalog eingesetzt. Das System wurde seitdem laufend optimiert und in seinen Funktionalitäten und Inhalten erweitert. In Deutschland war WorldCat Local seit 2010 verfügbar, bisher gibt es jedoch keine offizielle Implementierung. Seit Juli 2011 war eine auf allen JavaScript-fähigen Endgeräten nutzbare, browserbasierte Mobilversion von WorldCat Local verfügbar. Am 9. August 2019 stellte OCLC den Dienst ein und verwies stattdessen auf das neuere Produkt WorldCat Discovery.

## Zielgruppe
Zielgruppe waren in erster Linie Bibliotheken, die bereits OCLC-Mitglieder sind. Der Vorteil für Bibliotheken bestand darin, digitale Inhalte aus lizenzierten Datenbanken und elektronischen Zeitschriften sichtbarer zu machen und damit die Nutzung zu erhöhen. Gleichzeitig war es für den Bibliotheksbenutzer komfortabler über einen Sucheinstieg alle Dokumente zu finden, die die Bibliothek anbietet und integrierte Volltexte direkt aufzurufen. WorldCat Local ermöglichte dem Bibliotheksbenutzer das gesuchte Buch in der eigenen Bibliothek, in der eigenen Region oder weltweit in einer Bibliothek zu finden. Zusätzlich konnte er prüfen, ob und in welcher Form das gesuchte Dokument verfügbar ist. Falls ein Dokument in der eigenen Bibliothek nicht vorhanden war, konnte es über einen Dokumentenlieferdienst aus einer der Verbundbibliotheken per Fernleihe bestellt werden.

## Inhalte
WorldCat Local war das Discovery Service mit dem größten Suchindex. Im November 2011 verfügte WorldCat Local über 881 Millionen Datensätze – davon etwa 625 Millionen Artikel mit direktem Link zum Volltext. Eingebunden sind unterschiedliche Materialtypen wie digitale Objekte, elektronische Materialien, Datenbanken, eJournals, Musik, Videos, Monographien.
Der Inhalt ließ sich unterteilen in die an der Bibliothek vorhandenen Beständen, die Bestände des Verbundes, in den die Bibliothek eingegliedert ist, auch nach den Besitznachweisen sämtlicher bei WorldCat teilnehmenden Bibliotheken sowie von WorldCat eingebundenen Aggregatoren wie Verlagen, Datenbankanbietern und Massendigitalisierungsprojekten wie etwa HathiTrust und Google Books.

## Funktionsumfang
WorldCat Local verband einen Index mit intuitiver Suche und sofortiger Dokumentenlieferung. Durch den Einsatz von Suchmaschinentechnologie waren in einem Suchraum die lokalen Bibliotheksbestände und Literatur aus unterschiedlichen Datenquellen zusammengeführt. Die Suche erfolgte über ein einfaches Suchfeld. Die Ergebnisse konnten durch Filtermöglichkeiten über die Metadaten verfeinert und eingeschränkt werden. Mashups wie Inhaltsverzeichnisse oder Cover-Abbildungen erleichterten dem Nutzer die Auswahl. Eingebaut waren Web-2.0-Elemente wie Social Tagging, also die Vergabe von Stichwörtern, die die Ressource näher beschreiben. Bei der Trefferanzeige wurden die lokalen Bestände inklusive Verfügbarkeitsstatus an erster Stelle angezeigt. WorldCat Local verlinkte zu digitalen Volltexten, bot aber keine Volltextsuche. Die Benutzeroberfläche wurde in sieben Sprachen angeboten: Deutsch, Englisch, Spanisch, Französisch, Niederländisch, Portugiesisch und Chinesisch und variierte je nach Standort bzw. bevorzugten Einstellungen der Nutzer. Detaillierte Statistiken konnten mit Hilfe eines Analysetools erstellt werden. Enthalten war ein Zugriff auf die OCLC-Knowledge Base sowie die Nutzung des Linkresolvers WorldCat Link Manager.

## Systemarchitektur und Schnittstellen
WorldCat Local verfügte über einen zentralen Index. In diesem Index wurden die Daten aus WorldCat, aus den durch OCLC lizenzierten Datenbanken, sowie die Verbund- und Lokaldaten gespeichert. Datenbanken, die aus lizenzrechtlichen Gründen nicht in den zentralen Index integriert werden dürfen, wurden im Fernzugriff über Z39.50 abgefragt. Der zentrale Index wurde durch OCLC gehostet, es fand keine lokale Datenhaltung statt. Dadurch entfiel auch die Installation von Hardware und Software vor Ort. Die Bibliothek erhielt eine eigene WorldCat.org-URL, über die die Benutzeroberfläche von WorldCat Local aufgerufen wurde. Ebenso konnte der Zugriff auf WorldCat Local in die lokale Benutzeroberfläche der Bibliothekswebsite eingebunden werden. Für die Anpassung der WorldCat Local-Oberfläche erhielt die Bibliothek einen Admin-Zugang.
Eine Herausforderung für Discovery Services ist die Indexierung von Ausleihdaten, also die Aufnahme bzw. Abbildung von Ausleihstatus und die Ausleihfunktionalitäten innerhalb des Index. WorldCat Local nam diese Daten nicht in den Index auf, sondern las sie als Live-Daten aus dem bestehenden Bibliothekssystem aus. Hierzu wurde über die OCLC-Nummer, die sowohl im Index als auch im Bibliothekskatalog gespeichert ist, die Verbindung zwischen dem Eintrag im Index und dem Eintrag im Katalog hergestellt. Über Z39.50 und SRU wurden die bibliografischen Metadaten und – soweit dieser übergeben wird – auch der Ausleihstatus abgefragt. Zusätzlich wurde zur Ermittlung des Ausleihstatus Screen Scraping eingesetzt, bei dem durch Aufruf der Webseite des jeweiligen Datensatzes der Ausleihstatus aus der HTML-Datei ausgelesen wird. Für die Nutzung von Ausleihfunktionalitäten (z. B. Vormerkungen und Zugriff auf das Benutzerkonto) wurde die NCIP-Schnittstelle für die Kommunikation mit dem Lokalsystem genutzt.

## Lizenzmodell
Der Zugang zu WorldCat Local war in Deutschland nur über WorldCat.org und TouchPoint möglich. Voraussetzung für die Teilnahme an WorldCat.org und die Implementierung von WorldCat Local war, dass die Bibliothek ihre Katalogdaten an WorldCat liefert. Mit Lieferung der Datensätze wurden pro Datensatz die entsprechenden OCLC-Nummern von OCLC zurückgegeben, die dann als Voraussetzung für die Abfrage der Lokaldaten in die MARC-Datensätze übernommen werden müssen. Für die Nutzung von WorldCat Local fielen einmalige Implementierungsgebühren sowie jährliche Lizenzgebühren an. OCLC-Mitglieder mit FirstSearch-Lizenz erhielten eine kostenlose WorldCat Local „quickstart“ Version, die aber nur die WorldCat-Daten und die Lokaldaten enthielt.